# Magnetoterapia
Magnetoterapia é uma prática pseudocientífica de medicina alternativa que envolve a utilização de campos magnéticos. Os praticantes alegam que sujeitar determinadas partes do corpo a campos magnetostáticos produzidos por ímanes permanentes é benéfico para a saúde. No entanto, não há evidências que provem a existência de quaisquer efeitos físicos ou biológicos ou de qualquer influência na saúde.
Embora a hemoglobina, a proteína do sangue que transporta o oxigénio, seja ligeiramente diamagnética quando desoxigenada, ou paramagnética quando oxigenada, a intensidade do campo magnético dos ímanes usados em magnetoterapia é em vários graus de magnitude inferior àquela que seria necessária para ocorrer qualquer efeito perceptível na corrente sanguínea, em tecidos, em ossos ou em órgãos. Os campos magnéticos estáticos de força até 1 T não têm qualquer efeito na corrente sanguínea ou na oxigenação dos tecidos. Nem mesmo nos campos magnéticos usados em ressonância magnética, de magnitude muito superior, tais efeitos são observáveis. Se os princípios da magnetoterapia fossem reais e o corpo fosse afetado por ímanes fracos, a ressonância magnética seria impossível. Alguns praticantes alegam ainda que os ímanes são capazes de "restaurar" o hipotético "equilíbrio eletromagnético do corpo". No entanto, a existência de tal equilíbrio não é apoiada por nenhuma evidência científica.
Em anos recentes foram realizados vários estudos para investigar se os campos magnéticos estáticos têm qualquer efeito na saúde. As alegações sobre os supostos benefícios terapêuticos da magnetoretapia, como o aumento da longevidade ou a cura do cancro, são implausíveis e não são apoiadas por quaisquer evidências. A American Cancer Society afirma que as evidências científicas não apoiam as alegações da magnetoterapia. Uma revisão sistemática de 2008 não encontrou quaisquer evidências que permitam determinar que a magnetoterapia é eficaz no alívio da dor. Outra revisão de 2012 também não encontrou quaisquer evidências de eficácia no tratamento da osteoartrite. As alegações de alívio da dor são anedotais e não são apoiadas por qualquer proposta de mecanismo credível nem existe investigação promissora. O National Center for Complementary and Integrative Health afirma que os estudos de joalharia magnética não demonstraram a existência de quaisquer efeitos na dor, função dos nervos, crescimento celular ou corrente sanguínea.